# Swift (satelliet)

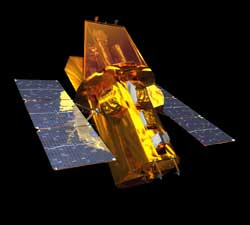
Swift

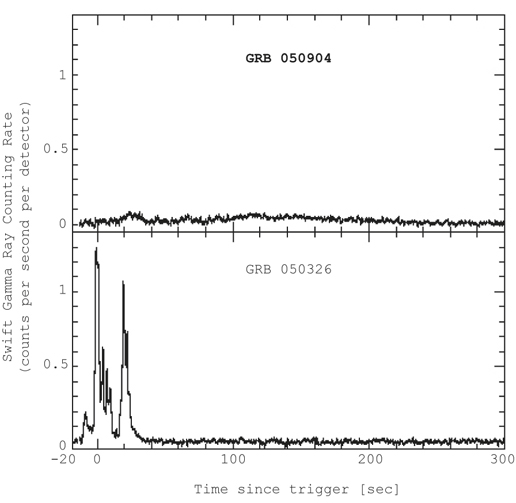
De lichtkromme van twee gammaflitsen die ontdekt zijn door Swift

Neil Gehrels Swift Observatory (voorheen  Swift Gamma-Ray Burst Mission) is de naam van een satelliet voor astronomische observaties, in het bijzonder van zogenaamde gammaflitsen of GRBs (Gamma-Ray Bursts): kortstondige uitbarstingen van gammastraling, die beschouwd worden als de meest krachtige explosies in het heelal. De satelliet kreeg de naam Swift vanwege het vermogen om zichzelf, autonoom en snel, naar de juiste positie te draaien, om zo de "nagloei" van de kortstondige gammaflitsen te kunnen opvangen.
Swift is een NASA-missie in samenwerking met het Italiaanse ruimtevaartorganisatie ASI en de Particle Physics and Astronomy Research Council van het Verenigd Koninkrijk. Aan de bouw werkten instellingen en universiteiten mee uit de Verenigde Staten, het Verenigd Koninkrijk en Italië. De vluchtcontrole gebeurt door het Mission Operations Center van de Pennsylvania State Universiteit.
De satelliet werd (met maanden vertraging) gelanceerd op 20 november 2004 met een Boeing Delta II raket vanaf Cape Canaveral AFS Lanceercomplex 17 in Florida. De baan van Swift is cirkelvormig, op 600 km hoogte.
De satelliet heeft drie instrumenten aan boord:
- XRT (X-Ray Telescope)
- BAT (Burst Alert Telescope)
- UVOT (Ultraviolet/Optical Telescope)

De BAT dient om de gammaflitsen te detecteren, en om de satelliet dan autonoom naar de juiste positie te draaien om de andere instrumenten te laten focusseren op de reststraling. De XRT observeert in het X-stralengebied en de UVOT in het gebied van zichtbaar en ultraviolet licht.
De eerste "gamma-ray burst" die Swift observeerde gebeurde op 17 januari 2005.
De voorziene duur van de missie was twee jaar. Begin 2008 besloot de NASA om de missie met vier jaar te verlengen.
Op 23 april 2009 detecteerde Swift een gammaflits van een ster die uitdoofde toen het heelal pas 630 miljoen jaar oud was. De flits (GRB090423), die enkel in het X-stralengebied waarneembaar was, was de verst verwijderde kosmische explosie die tot dan toe waargenomen was; de afstand werd berekend op 13,035 miljard lichtjaar.